# Mercado (Alicante)
Mercado es un barrio de la ciudad española de Alicante. Según el padrón municipal, cuenta en el año 2023 con una población de 9342 habitantes (5019 mujeres y 4323 hombres).

## Localización
Mercado limita al norte, separado por la ronda del castillo de San Fernando y las calles Padre Mariana y alcalde Alfonso de Rojas, con el barrio de Campoamor; al este, separado por la calle de San Vicente, con el barrio de San Antón; al sur, separado por la avenida de Alfonso el Sabio, con el barrio de Centro; al suroeste, separado por la avenida del General Marvá, con el barrio de Ensanche Diputación; y al noroeste, separado por la calle de Wenceslao Fernández Flórez, con el barrio de San Blas-Santo Domingo. El nombre del barrio se debe a que dentro de su perímetro se encuentra el Mercado Central de Alicante.

## Demografía

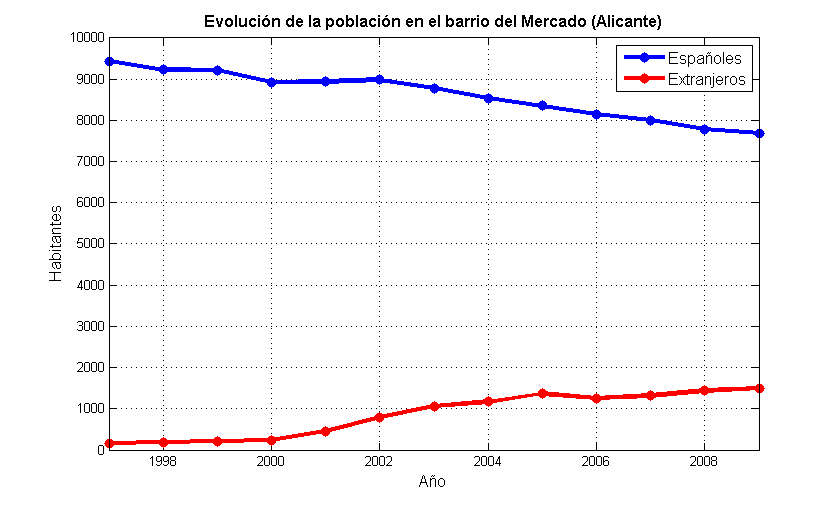
Evolución de la población española y extranjera desde 1997 hasta 2009.

Al encontrarse geográficamente limitado, el barrio ha mantenido su población con pequeñas diferencias alrededor de los 9000 habitantes. La evolución en los últimos años, del 2010 al 2023, se muestra en la tabla siguiente:
| Año          | 2010  | 2011   | 2012  | 2013   | 2014  | 2015 | 2016   | 2017  | 2018  | 2019  |
| ------------ | ----- | ------ | ----- | ------ | ----- | ---- | ------ | ----- | ----- | ----- |
| Población    | 9035  | 8926   | 8950  | 8937   | 8958  | 8959 | 8839   | 8936  | 8920  | 8969  |
| (Diferencia) |       | (-109) | (+24) | (-13)  | (+21) | (+1) | (-120) | (+97) | (-16) | (+49) |
| Año          | 2020  | 2021   | 2022  | 2023   |       |      |        |       |       |       |
| Población    | 9030  | 9023   | 9073  | 9342   |       |      |        |       |       |       |
| (Diferencia) | (+61) | (-7)   | (+50) | (+269) |       |      |        |       |       |       |

El número de habitantes extranjeros en el año 1997 representaba un 1,7% de la población, 159 personas sobre un total de 9596 habitantes del barrio. En el año 2009 pasó a ser del 16,3% de la población, 1501 personas sobre 9189 habitantes. Esa evolución de la población extranjera con respecto a la española se muestra en el gráfico adjunto.
En el año 2021, el porcentaje subió al 19,3%, es decir, 1744 personas sobre un total de 9023 habitantes. En ese año, el 45,2% de la población extranjera procedía de Europa (el 34,8% de la Unión Europea), el 32,9% procedía de América, el 13,3% procedía de África y el 8,5% procedía de Asia.

## Patrimonio histórico-artístico

### Mercado Central de Alicante
El Mercado Central de Alicante, diseñado en 1915 por Francisco Fajardo Guardiola y culminado en 1922 por Juan Vidal Ramos, es un edificio ecléctico con elementos modernistas y casticistas, ubicado en la avenida Alfonso el Sabio. De estructura rectangular con una rotonda destacada y acceso mediante escalinata, alberga puestos de venta distribuidos en tres naves basilicales. Durante la guerra civil española, fue bombardeado en 1938, causando más de 300 víctimas.

### Parroquia de San Antonio de Padua
Fundado originalmente como convento franciscano en la posguerra, el edificio actual fue inaugurado en 1949 y elevado a parroquia en 1969.

### Antigua Lonja de Verduras
Construida en la década de 1930, desempeñó un papel fundamental en el abastecimiento de productos frescos a la población alicantina durante gran parte del siglo XX. El edificio fue demolido en 1992, y en su lugar se habilitó un aparcamiento en superficie.

## Parques y zonas de esparcimiento

### Circunscritos al barrio

#### Plaza del 25 de mayo
También conocida como Plaza de las Flores, recibe su nombre en recuerdo de las 311 personas que murieron en el bombardeo al Mercado Central del 25 de mayo de 1938, durante la Guerra Civil. Está situada en la parte trasera del Mercado Central y tiene una superficie de unos 2900 m².

#### Plaza de España
La plaza de España pertenece íntegramente al barrio del Mercado, si bien algunos de los edificios que la rodean están enclavados en otros barrios, como la plaza de toros que pertenece a San Antón o el edificio de la Conselleria de Sanidad que pertenece a Campoamor. La plaza está dividida en dos zonas: al sur la que tiene arbolado y juegos infantiles, donde se encuentra el monumento al foguerer. Al norte una gran fuente que a su vez es un desagüe para las aguas pluviales, ya que la plaza está en el trayecto de la antigua rambla de Canicia, que bajaba por la avenida de Jijona hasta el centro de Alicante. Es la plaza donde planta la hoguera Calderón de la Barca-Plaza de España.

#### Plaza Músico Óscar Tordera Iñesta
De 1500 m². Plaza de forma triangular, denominada anteriormente plaza de los hermanos Pascual (hermanos fascistas),  Cuenta con refugios antiaéreos de la guerra civil española. Es la plaza donde planta la hoguera Benito Pérez Galdós.

#### Plaza de les Oliveretes
1400 m². Otra plaza triangular que recibe el nombre por los olivos que en ella había y que todavía se conservan. Las calles que rodean la plaza conservan su nombre por lo que no hay ningún domicilio con su dirección.

#### Plaza de San Antonio
180 m².  Es la pequeña plaza triangular donde se ubica la iglesia de San Antonio de Padua conocida también como Franciscanos. En ella hay un quiosco y una gasolinera.

#### Otros
También existe una pequeña plaza triangular ajardinada y vallada de unos 400 m² entre las calles Alcalde Alfonso de Rojas, Pintor Murillo y Pintor Velázquez, justo enfrente del Edificio de los Representantes (perteneciente este ya al barrio de Campoamor), que no recibe ninguna denominación oficial. Asimismo, también existe un jardín arbolado de unos 2400 m² entre la Ronda del Castillo y la Calle del Maestro Barbieri que tampoco tiene nombre.

### Limítrofes con otros barrios
- Castillo de San Fernando, con el barrio de San Blas-Santo Domingo.
- Plaza de los Luceros, con los barrios de Ensanche Diputación y Centro.
- Paseo de la avenida del General Marvá, con el barrio de Ensanche Diputación.

## Fiestas

### Hogueras
Al ser un barrio de los que conforman el centro de Alicante en sentido amplio, las fiestas son las de la ciudad, las hogueras de San Juan, y encontramos 6 distritos fogueriles:
- Alfonso el Sabio, entre Centro y Mercado, fundada en 1928. Ha ganado en 6 ocasiones el 1.º premio de la categoría especial.
- Benito Pérez Galdós, entre Mercado y Ensanche, fundada en 1928.
- Calderón de la Barca-Plaza de España, en Mercado, fundada en 1929.
- Calle San Vicente, entre Mercado y San Antón, fundada en 1929.
- Mercado Central, en Mercado, fundada en 1928. Ha ganado en dos ocasiones, una de ellas en la categoría especial.
- San Fernando, en Mercado, fundada en 1930.

La hoguera Santa Isabel tiene parte de su distrito en Mercado, si bien planta ya en el barrio de Campoamor.

### Semana Santa
En Semana Santa salen dos procesiones desde la iglesia de San Antonio de Padua, una el martes y otra el jueves, y discurren por las calles del barrio hasta llegar a la carrera oficial.

## Transporte

### Autobús
| Líneas urbanas: | Líneas urbanas:                                       | Líneas interurbanas: | Líneas interurbanas:                                        |
| 01              | San Gabriel — Juan XXIII 1.er Sector                  | 21                   | Alicante — Playa de San Juan — El Campello                  |
| 02              | La Florida — Sagrada Familia                          | 22                   | Alicante — Playa de San Juan                                |
| 03              | Ciudad de Asís — Colonia Requena                      | 23                   | Alicante — San Juan — Muchamiel                             |
| 04              | Cementerio — Rabasa — Tómbola.                        | 24                   | Alicante — Universidad — San Vicente                        |
| 05              | Plaza del Mar — San Blas — San Agustín.               | 24N                  | Alicante — Universidad — San Vicente (Nocturno)             |
| 06              | Estación de Renfe — Juan XXIII 2.º Sector             | 25                   | Alicante — Villafranqueza                                   |
| 08A             | Explanada — Virgen del Remedio (Avda. Alcoy)          | 26                   | Alicante — Villafranqueza — Tangel                          |
| 08B             | Explanada — Virgen del Remedio (Avda. Jijona)         | 34                   | Alicante — Universidad                                      |
| 09              | Estación de Renfe — Playa de San Juan                 | 34L                  | Alicante — Universidad — San Vicente — Muchamiel — San Juan |
| 10              | Explanada — Gran Vía — Barrio Garbinet                | 39                   | Explanada de España — Monte Tossal                          |
| 11H             | Plaza de los Luceros — Hospital Clínico de San Juan   | C6                   | Alicante — Aeropuerto                                       |
| 12              | Avda. Constitución — Santo Domingo — San Blas (PAU I) |                      |                                                             |
| 16              | Plaza de España — Mercadillo de Teulada               |                      |                                                             |

### TRAM Metropolitano de Alicante
- Estación de Mercado (TRAM Alicante)
- Estación de Luceros (TRAM Alicante)

### Itinerarios ciclistas
- Mercado — Bulevar Pla[5]
- Mercado — Estación de autobuses